# Смысл истории
«Смысл истории» (англ. A Sense of History) — короткометражный фильм режиссёра Майка Ли, вышедший на экраны в 1992 году. Лента получила приз зрительских симпатий фестиваля короткометражного кино в Клермон-Ферране и приз ФИПРЕССИ на Краковском кинофестивале, а также была номинирована на премию BAFTA за лучший короткометражный фильм.

## Сюжет
Фильм представляет собой монолог английского аристократа, 23-го в своём роду (в исполнении Джима Бродбента). Он показывает своё имение, рассказывает об истории своего семейства со времён Вильгельма Завоевателя, о том, как разрастались владения в течение веков, о том, что центральным пунктом всей его жизни было ощущение истории. Как выясняется из рассказа, это ощущение истории с самого детства воплощалось героем в странных и порой ужасных поступках.